# Acalypha flaccida
Acalypha flaccida é uma espécie de flor do gênero Acalypha, pertencente à família Euphorbiaceae.